# Nazionale maschile di calcio di Sint Maarten
La nazionale di calcio di Sint Maarten è la rappresentativa calcistica della parte olandese dell'isola di Saint-Martin, conosciuta con il nome di Sint Maarten.
La squadra non è da confondersi con Saint Martin, rappresentante la parte settentrionale della medesima isola ed appartenente alla Francia.
Essa è controllata dalla Sint Maarten Soccer Association, non fa parte della FIFA e perciò non può partecipare a nessuna manifestazione organizzata dalla stessa, incluso il campionato mondiale. La squadra partecipa però alle competizioni CONCACAF, dal momento che la federazione è a questa affiliata.

## Risultati in Gold Cup
- 1991 - Non partecipante
- Dal 1993 al 1998 - Non qualificata
- 2000 - Ritirata
- 2002 e 2003 - Non partecipante
- 2005 - Ritirata
- 2007 - Non partecipante
- 2009 - Non partecipante